# Крукпільська сотня
Крукпільська сотня — адміністративно-територіальна та військова одиниця Переяславського полку Гетьманщини.

## Історія
Крукпільська (або Круківська) сотня згадується в документах під 1654 роком. Саме в цей час від Переяславського полку були відокремлені північні сотні, і, можливо, утворення Крукпільської сотні повіязано із цим. Крукпільська сотня була підрозділом Переяславського полку, однак входила і до складу Басанської сотні. Можливо, що це був суто військовий підрозділ, як і багато сотень того часу. Центром сотні було містечко Крукпіль (також того часу зустрічаються варіанти Крукполе, Круки або Курукове Поле). Ймовірніше за все, до складу сотні входило тільки воно. Виділення містечка Крукпіль у окрему сотню може означати, що воно на той час було досить великим і мало достатнє число козаків — у кожній сотні на той час було від 70 козаків.